# Freda Comua
Freda Tuki Soriocomua, dite également Freda Tuki Soria Comua, née en 1972, est une femme politique salomonaise.

## Biographie
Elle est directrice générale d'une entreprise d'exploitation forestière avant son entrée en politique. 
Aux élections législatives de 2014, auxquelles elle se présente comme candidate du parti Alliance populaire, elle est élue députée de la circonscription de Temotu Vatud, représentant ainsi une partie de la province de Temotu au Parlement national. Avec 25,9 % des voix, elle devance le député sortant Clay Forau de seulement vingt-deux voix. Elle est la seule femme élue lors de ces élections, et seulement la troisième femme de l'histoire des Îles Salomon à siéger au Parlement national, après Hilda Kari et Vika Lusibaea,,. 
Le Premier ministre Manasseh Sogavare la nomme alors ministre du Développement rural. Avec sa réserve parlementaire, elle offre un bateau à sa circonscription, pour mieux relier la province de Temotu aux autres îles du pays. En août 2015, elle devient ministre des Femmes, de la Jeunesse et des Enfants. Elle est maintenue à cette fonction lorsque Rick Houenipwela succède à Manasseh Sogavare comme Premier ministre en novembre 2017. En octobre 2018, toutefois, son élection comme députée est cassée par la Haute Cour qui la reconnaît coupable de plusieurs actes de corruption électorale lors de sa campagne de 2014.
Candidate cette fois pour le parti Kadere, elle retrouve aisément son siège aux élections législatives de 2019, obtenant 47,2 % des voix face à ses onze adversaires. Elle est l'une des quatre femmes députées de la législature 2019-2024, avec Lillian Maefai, Lanelle Tanangada et Ethel Vokia. Se joignant en cours de législature au parti du gouvernement, le Parti de l'émancipation, de l'unité et de la responsabilité, c'est avec cette étiquette qu'elle conserve son siège de députée aux élections de 2024.